# Muntazer al-Zaidi
Muntazer al-Zaidi (arabisch منتظر الزيدي Muntazar az-Zaidi, DMG Muntaẓar az-Zaidī; * 12. November 1979) ist ein irakischer Journalist, der international bekannt wurde, als er in einer Pressekonferenz am 14. Dezember 2008 den damaligen US-amerikanischen Präsidenten George W. Bush mit zwei Schuhen bewarf.
Al-Zaidi arbeitete für den irakischen Fernsehsender al-Baghdadia TV mit Sitz in Kairo. Die Pressekonferenz fand im Palast des Premierministers in der Grünen Zone Bagdads statt. Al-Zaidi erhob sich, bewarf den Präsidenten mit seinen beiden Schuhen und rief dabei: „Das ist ein Abschiedskuss, du Hund. Dies ist von den Witwen, Waisen und allen, die im Irak getötet worden sind.“ Er wurde vom Sicherheitsdienst nach den Würfen niedergerungen. Dabei erlitt auch Bushs Regierungssprecherin Dana Perino Prellungen.

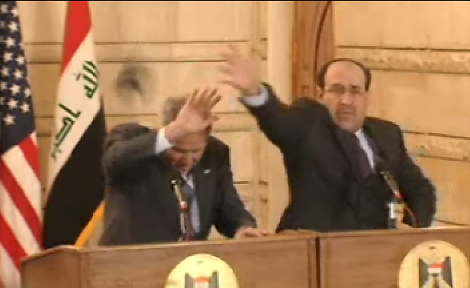
George W. Bush (links) weicht einem von al-Zaidi geworfenen Schuh aus. Der irakische Ministerpräsident Dschawad al-Maliki hebt einen Arm, um den Schuh abzuwehren.

Nach der Verhaftung sollte al-Zaidi verhört werden, ob es für diese Aktion Auftraggeber gebe. Nach irakischem Recht drohten al-Saidi wegen „Beleidigung eines fremden Staatsoberhauptes“ mindestens zwei Jahre Haft. Er konnte zunächst nicht vor Gericht erscheinen. Sein Bruder Dargham al-Zaidi und mehrere Journalisten führten das auf einen gebrochenen Arm, gebrochene Rippen und schwere Schnittwunden im Gesicht zurück. Er wurde im Ibn Sina Hospital behandelt. Mehrere hundert Anwälte boten spontan an, al-Zaidi vor Gericht zu verteidigen.

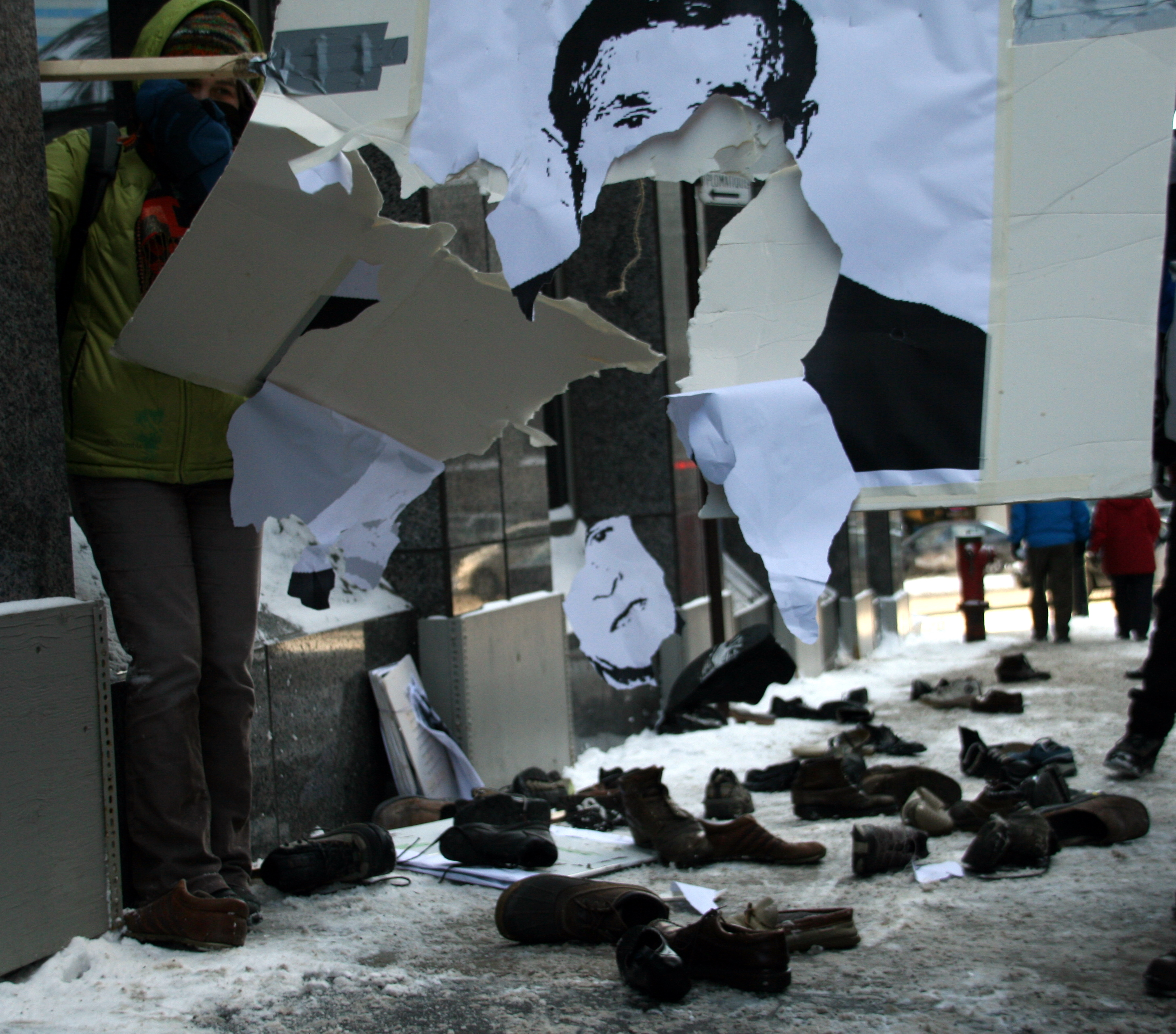
Symbolische Nachahmung des Schuhwurfs vor dem US-Konsulat in Montreal, Kanada

Beifall zu al-Zaidis Aktion stammte unter anderem vom sunnitischen Rat der Religionsgelehrten. Die Zeitung al-Quds al-arabi berichtete bezüglich des Präsidentenbesuchs von einem „angemessenen Abschied für einen Kriegsverbrecher.“ Der venezolanische Präsident Hugo Chávez kommentierte, dass „Bush den Irak nicht mit Schuhen, sondern mit Bomben bewarf“. Im schiitischen Stadtteil Sadr City forderten Demonstranten die Freilassung von al-Zaidi. Sie benutzten einen Schuh als Symbol des Protestes. In Kairo bildeten sich hupende Autokorsos. In Tikrit ist ihm ein kupferner Schuh von 3 Metern als Denkmal gewidmet. Das Bewerfen von Regierungschefs mit Schuhen als Zeichen des Protests fand bereits Nachahmung.
Die irakische Regierung verurteilte die Aktion scharf und forderte von al-Baghdadia-TV eine öffentliche Entschuldigung. Der Sender reagierte mit der Forderung der unverzüglichen Freilassung ihres Mitarbeiters. Der Vorsitzende der irakischen Organisation für Pressefreiheit, Ziad al-Adschili, kritisierte das Verhalten als „unprofessionell“. Die internationale Organisation Reporter ohne Grenzen rief zur Freilassung auf, „aus humanitären Gründen und um Spannungen zu vermeiden“.
Am 18. Februar 2009 begann vor einem Bagdader Gericht der Prozess gegen al-Zaidi. Als mögliche Höchststrafe drohten ihm bis zu 15 Jahre Haft. Die 25 Anwälte, die al-Zaidi vertraten, bekräftigten dagegen seine Unschuld und sprachen al-Zaidi das Recht auf eine freie Meinungsäußerung zu. Am 12. März 2009 wurde al-Zaidi zu einer dreijährigen Freiheitsstrafe verurteilt. Am 7. April 2009 wurde die Strafe auf ein Jahr verkürzt. Am 14. September 2009 wurde er vorzeitig aus der Haft entlassen.
Al-Zaidi wurde im Februar 2011 in Bagdad von der Armee in Gewahrsam genommen. Angeblich wollte er gegen soziale Missstände protestieren.